# Верхнеильиновский сельсовет
Верхнеильи́новский сельсове́т — упразднённое муниципальное образование со статусом сельского поселения в составе Завитинского района Амурской области.
Административный центр — село Верхнеильиновка.

## История
10 ноября 2005 года в соответствии с Законом Амурской области № 88-ОЗ муниципальное образование наделено статусом сельского поселения.
Упразднён в январе 2021 года в связи с преобразованием муниципального района в муниципальный округ.

## Население
| 2002 | 2010 | 2011 | 2012 | 2013 | 2014 | 2015 |
| ---- | ---- | ---- | ---- | ---- | ---- | ---- |
| 387  | ↘235 | ↘233 | ↘213 | ↘205 | ↘198 | ↘191 |
| 2016 | 2017 | 2018 |      |      |      |      |
| ↘185 | ↘169 | ↘161 |      |      |      |      |

## Состав сельского поселения
| № | Населённый пункт | Тип населённого пункта       | Население |
| - | ---------------- | ---------------------------- | --------- |
| 1 | Верхнеильиновка  | село, административный центр | ↘161      |
| 2 | Житомировка      | село                         | →0        |